# Яглуш
Яглуш (з 1946 по 1993 — Гончарівка) — село в Україні, у Рогатинській міській громаді Івано-Франківського району Івано-Франківської області.

## Назва
7 червня 1946 року указом Президії Верховної Ради УРСР село Яглуш Рогатинського району перейменовано на село Гончарівка і Яглуську сільську раду — на Гончарівська.
11 червня 1993 р. селу повернено історичну назву.

## Історія
Згадується 22 червня 1439 року в книгах галицького суду.
В XVI ст. село було власністю шляхетської родини Гербуртів.
1939 року в селі проживало 630 мешканців (550 українців-грекокатоликів, 70 українців-римокатоликів, 10 євреїв).
1 липня 2017 припинила діяльність Яглуська загальноосвітня школа І ступеня.
12 червня 2020 року, відповідно до Розпорядження Кабінету Міністрів України  № 714-р «Про визначення адміністративних центрів та затвердження територій територіальних громад Івано-Франківської області», увійшло до складу Рогатинської міської громади.
19 липня 2020 року, в результаті адміністративно-територіальної реформи та ліквідації Рогатинського району, село увійшло до складу новоутвореного Івано-Франківського району.

## Церква
Дерев'яна церква Воскресіння Господнього зведена 1912 року, належить громаді УГКЦ.

## Відомі жителі
Бойко Ганна Олексіївна - українська блогерка, мемуаристка, поетеса, письменниця.